# Kostiantyn Demczenko
Kostiantyn Mykołajowycz Demczenko, ukr. Костянтин Миколайович Демченко, ros. Константин Николаевич Демченко, Konstantin Nikołajewicz Diemczienko (ur. 23 kwietnia?/6 maja 1912 w Charkowie, Imperium Rosyjskie, zm. 6 marca 1989 w Moskwie, Rosyjska FSRR) – ukraiński piłkarz, grający na pozycji pomocnika, trener i sędzia piłkarski.

## Kariera piłkarska
Wychowanek ChPZ Charków, w którym rozpoczął karierę piłkarską.

## Kariera trenerska i sędziowska
Po zakończeniu kariery piłkarskiej rozpoczął pracę szkoleniowca. W 1938 roku ukończył Wyższą Szkołę Trenerów i stał na czele ChPZ Charków.. Po ataku Niemiec na ZSRR został powołany do wojska. Po zakończeniu wojny kontynuował sędziować mecze piłkarskie. Do 1950 mieszkał w Żytomierzu, a potem przeniósł się do Moskwy. 21 lutego 1949 otrzymał status arbitra kategorii ogólnokrajowej. Od 1939 do 1967 jako sędzia główny obsługiwał 133 mecze Mistrzostw i Pucharu ZSRR, również w 29 meczach pracował jako sędzia liniowy.
6 marca 1989 zmarł w Moskwie w wieku 76 lat.